# Buelliella minimula
Buelliella minimula är en lavart som först beskrevs av Edward Tuckerman, och fick sitt nu gällande namn av Fink 1935. Buelliella minimula ingår i släktet Buelliella, klassen Dothideomycetes, divisionen sporsäcksvampar och riket svampar.  Arten är reproducerande i Sverige. Inga underarter finns listade i Catalogue of Life.